# Rexea alisae
Rexea alisae är en fiskart som beskrevs av Roberts och Stewart, 1997. Rexea alisae ingår i släktet Rexea och familjen havsgäddefiskar. Inga underarter finns listade i Catalogue of Life.